# The Burns Cage
«The Burns Cage» (укр. «Клітка Бернса») — сімнадцята серія двадцять сьомого сезону мультсеріалу «Сімпсони», прем'єра якої відбулась 3 квітня 2016 року у США на телеканалі «Fox».

## Сюжет
Смізерс майже заявляє про свою любов до містера Бернса після того, як рятує йому життя при аварії з парашутом. Однак, Бернс підтверджує свою байдужість і невдячність до нього.
Тим часом у Спрінґфілдській початковій школі діти роблять постановку за фільмом «Касабланка». Ліса отримує головну роль Ільзи. Мілгаус хоче чоловічу головну роль Ріка через його любов до Ліси, але йому кидає виклик новий хлопчик, Джек Дефорест, який виглядає і діє, як Гамфрі Боґарт.
Розлючений і розбитим серцем, Смізерс натомість жорстоко поводиться з Гомером, Ленні та Карлом, тому вони вирішують, якщо знайти Смізерсу хлопця, це пом'якшить його жорстокість. Вони запрошують потенційних партнерів зустрітися з Вейлоном на вечірці осамотніх чоловіків-геїв.
Мілгаус залучає хуліганів, щоб побити Джека, але Джек виграє бій. Директор Скіннер бачить це насильство і заявляє, що Мілгаус гратиме Ріка. Ліса розлючена, оскільки Мілхаус — поганий актор.
На вечірці Хуліо вириває Смітерса з його поганого настрою зробивши масаж. Обоє закохуються. Як наслідок, Смізерс залишає роботу на електростанції, а Гомер отримує відпустку за це.
Спроби Бернса знайти нового помічника виявляються катастрофічними, і його єдиним варіантом є залучення Смізерса. Смізерс турбується під час поїздки на батьківщину Хуліо на Кубу. Хуліо це помічає і запитує Вейлона, чи повністю той відданий їхнім стосункам, однак Смізерс визнає, що ні.
Тим часом Мардж говорить Лісі, що важливо заохочувати людей, які чогось не вміють; відчувши віру у них і натякнувши на недоліки (на прикладі Гомера) вони стають краще. Мілгаус справді чудово виступає, і постановка проходить успішно, але врешті-решт виявляється, що Джек маскувався під Мілгауса… Після вистави вони з Лісою йдуть на побачення.
По поверненні Смізерса, він зустрічається з Бернсом, який пропонуєгроші та іншими спокуси, щоб повернути його назад. Однак Вейлона цікавить саме думка Бернса. Тоді Монті розкриває таємницю: огляд результатів роботи Смізерса є «відмінним». Вони обіймаються і миряться.
У фінальній сцені Мілгаус їде в таверну Мо, де Смізерс вчить його, що кохання змушує людину почуватися краще, коли воно приходить. Мо розповідає парі, що шукає тільки золото, а не дівчат, і вирушає на пошуки скарбів разом з Джеком та завгоспом Віллі…

## Виробництво
Сценарист серії Роб Лазебник розповів в інтерв'ю «New York Post», що натхненням для цього епізоду стали стосунки з його сином-гомосексуалом, Джонні Лазебником, який здійснив камінг-аут у старшій школі.
|  | Я хлопець із Середнього Заходу [США], тому я не схильний триати свої емоції на рукаві, але я подумав: «Який кращий спосіб сказати синові, що я його люблю, ніж написати про це серію?» |

Він додав, що підготував сюжет трьома роками раніше і отримав схвалення сценарію від сина. Камінг-аут Смізерса стриманий, як і Джонні. Серія вийшла за п'ять днів до 22-го дня народження злопця, і він сказав, що влаштує глядацьку вечірку, оскільки для нього цей епізод буде «особливо значущим».
Старший Лазебник висловив свою думку, що пов'язане з ЛГБТ телебачення може мати «реальний вплив на мислення людей».
Нерозділене кохання Смізерса до містера Бернса — це довготривалий ґеґ у «Сімпсона»; одного разу продюсери пожартували, що Смізерс — не гей, а «Бернс-сексуаліст». Журнал «Rolling Stone» описав сексуальну орієнтацію персонажа як «найгірше збережену таємницю» шоу, зазначивши, що в одному епізоді він відпочивав на повністю чоловічому курорті, а в іншому він носив «короткі шорти в райдужних смугах у гей-районі Спрінґфілда».

## Цікаві факти і культурні відсилання
- Назва серії — відсилання до комедії «The Birdcage» (укр. «Клітка для пташок») 1996 року, в якій актор озучування Хуліо Генк Азарія грав роль Агадора, доглядача будинку у Гватемалі[3].
- У написі на дошці (і польоті на початку) згадується команда «Villanova Wildcats», яка грала (і виграла) чемпіонат 2016 року з чоловічого баскетболу «NCAA Division I» проти команди «North Carolina Tar Heels» через день після виходу серії[4].
- Перед стрибком Смізерса і Бернса з парашутом у хмарах з'являється логотип серіалу.
- Смізерс порівнює Гомера, Карла і Ленні з «трьома підгравачами» (англ. «The Three Stooges»)[3].
- Гомер вибирає потенційних партнерів Смітерса через додаток для гей-знайомств «Grindr»[3].
- Ім'я Тома Коллінза (одного з геїв на вечірці) — це відсилання на однойменний коктейль[5].
- Рекламний щит біля школи під час вистави «Касабланка» інформує, що наступного вечора дитячий садок влаштовує постановку на тему зоофілії «Equus» 1973 року Пітера Шеффнера[6].
- Фінальна сцена з пошуками скарбів є даниною фільмам, в яких знімався Гамфрі Боґарт: «Скарби Сьєрра-Мадре» 1948 року й «Африканська королева» 1951 року[6].

## Ставлення критиків і глядачів
Під час прем'єри серію переглянули 2,32 млн осіб з рейтингом 1.0, що зробило її найпопулярнішим шоу на каналі «Fox» тієї ночі, однак найменш популярною серією загалом на той час.
Денніс Перкінс з «The A.V. Club» дав серії оцінку B+, сказавши, «випадкові глядачі вже могли припустити, що Смізерс робив камінг-аут і раніше». Він описав гру Гаррі Ширера та сценарій Лазебника як «зворушливі».
Водночас Тоні Сокол з «Den of Geek» дав серії дві з половиною з п'яти зірок, сказавши, що камінг-аут Смізерса був хороший для суспільного визнання, але поклав кінець комедії навколо його сексуальності, заснованої на двозначності. В історії любові було «кілька підривних смішних реплік», але більше «втрачених можливостей». Він додав, що постановка «Касабланки» в школі розчарувала в порівнянні з попередніми адаптаціями «Трамваю „Бажання“» і «Планети мавп», і висловив свою думку, що данина поваги Боґарт зіпсувала можливість створювати кращі пародії на його фільми. Однак він зазначив, що в сезоні якість анімації було кращою.
Оглядачка британського прогресивного журналу «New Statesman» Анна Лешкевич відчула, що серія не була про «одкровення», оскільки натяки на сексуальність Смізерса тривали десятиліття. Вона відчувала, що це переосмислення серіалу, в якому, можливо, були гомофобні жарти навколо персонажа, з урахуванням сучасних почуттів… Лешкевич прийшла до висновку, що це прогрес — здебільшого для шоу, ніж для ЛГБТ-спільноти, — що гомосексуальність у «Сімпсонах» розглядався більш зрілим чином, але зміни слід було внести як мінімум десять років тому.
У лютому 2017 року серія була номінована на премію «Енні» у категорії «Найкраще написання сценарію».
Згідно з голосуванням на сайті The NoHomers Club більшість фанатів оцінили серію на 3/5 із середньою оцінкою 2,93/5.